# Stadhuis van Brussel

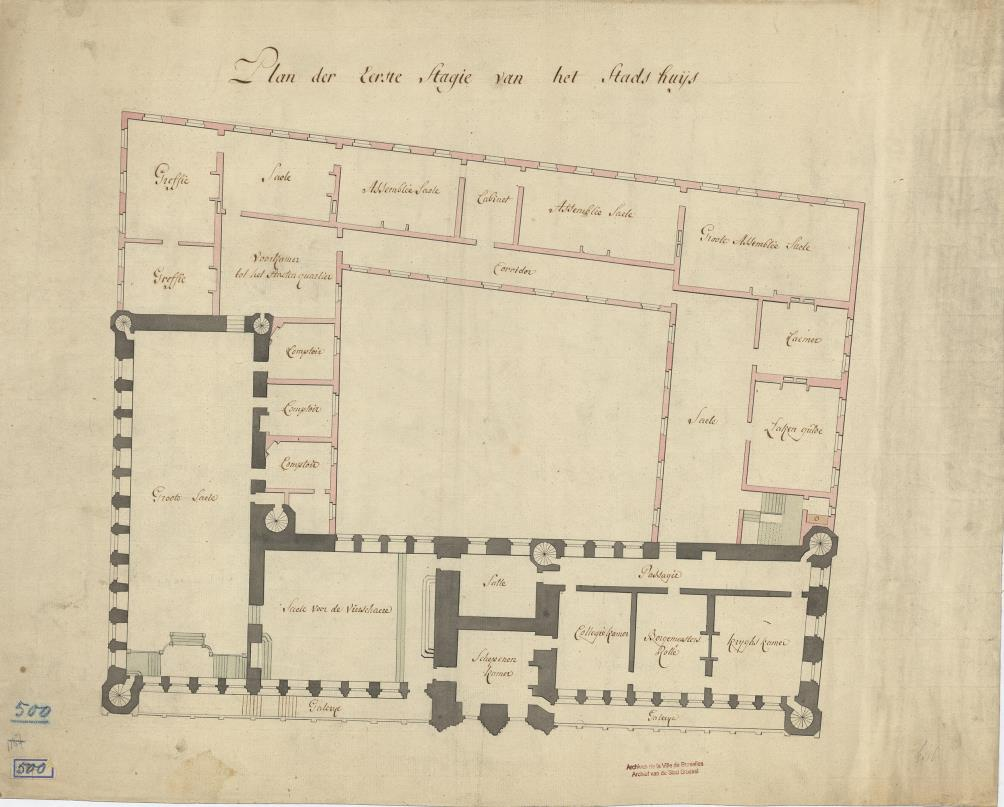
Plattegrond van de eerste verdieping, ca. 1760: de gotische L-vorm (grijs) en de classicistische aanbouw (roze)

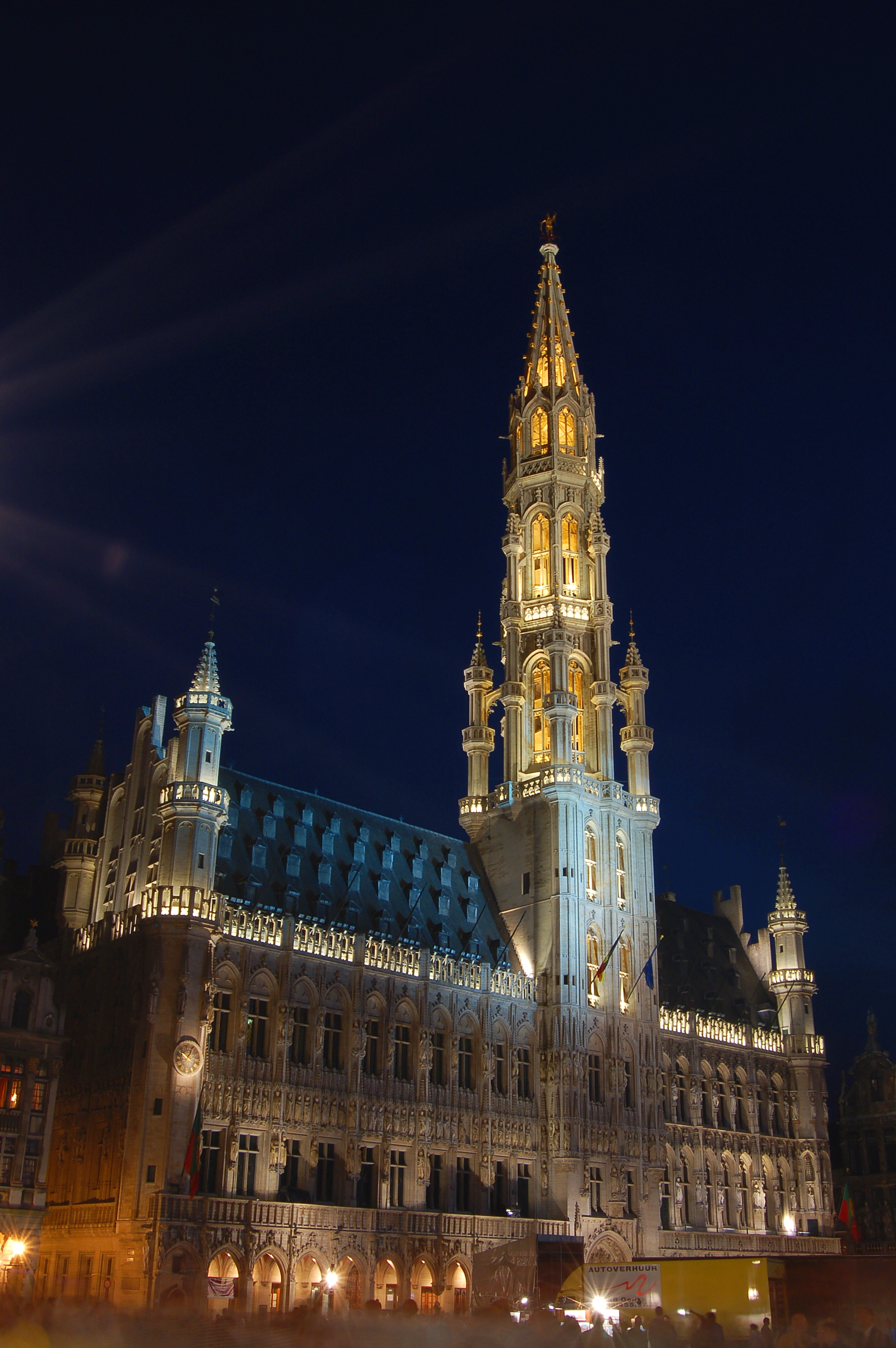
Het stadhuis van Brussel 's avonds

Het stadhuis van Brussel (Frans: Hôtel de ville de Bruxelles) is het historische raadhuis van de stad Brussel. Het gebouw op de Grote Markt wordt beschouwd als een meesterwerk van flamboyante gotiek en staat op de werelderfgoedlijst van UNESCO als onderdeel van de inschrijving van de Grote Markt. Sinds de verhuizing naar Brucity in 2022 heeft het oude stadhuis vooral nog een ceremoniële en toeristische functie.

## Bouw
De eerste architect van het stadhuis was Jacob van Tienen. Hij was een leerling van Jan van Osy, die de grondlegger was van de Brabantse gotiek. De bouw van de linkervleugel en het belfort (onderste deel van de huidige toren) startte in 1402 onder auspiciën van de rijke families van de stad. Het stadhuis is opgetrokken in kalkhoudende zandsteen uit de Dilbeekse steengroeven, enkele kilometers verderop.
In een versterkte kamer op de eerste verdieping werden naar alle waarschijnlijkheid de stedelijke oorkonden bewaard. Onduidelijk is of ook de stedelijke klokken er hingen. In de woelige periode rond de stedelijke opstand van 1420-1421 is het stadhuis een aantal keren bestormd. Er heerste factiestrijd bij de patriciërs, sociale onrust onder de ambachten, economische crisis in de lakennijverheid en dynastieke problemen in het hertogdom. Allicht daardoor duurde de belfortfunctie hoogstens enkele decennia. De charters en privileges werden overgebracht naar de tresoriekamers van de Sint-Goedele- en de Sint-Niklaaskerk.
In de voorgevel werden lange balkons voorzien om evenementen op de Grote Markt te kunnen volgen, zoals de schitterende riddertoernooien en de blijde inkomsten. Als hertogelijke loge diende de privilegekamer in de toren, waarvan vier ramen uitgaven op het plein. Op deze plaats legden de vorst en de stadsmagistraat tijdens blijde inkomsten hun wederzijdse eed af. Het was een ruimte vol symboliek, waar ook de kostbaar verluchte manuscripten werden bewaard van de Brabantsche Yeesten en de rijmkroniek van Jan van Heelu.
De ambachtsnaties veroverden in 1421 een plaats in de stadsmagistraat, wat misschien mee de uitbreiding motiveerde die in 1444 werd aangevat. Karel de Stoute legde de eerste steen van de rechtervleugel, die zeker ook bedoeld was om ondersteuning te bieden voor de ophoging van de toren. Dat laatste was een kwestie van prestige. De rechtervleugel is kleiner dan de linker en is het werk van Willem de Voghel, die in 1452 ook de architect werd van de Magna Aula. De toren van het stadhuis, 96 meter hoog, werd vanaf 1449 bekroond door Jan van Ruisbroeck, bouwmeester van Filips de Goede.

## Brand en heropbouw
In 1695 werd het stadhuis ernstig beschadigd bij het bombardement op Brussel door Franse troepen. Het gebouw werd in brand geschoten. De kunstwerken en archieven die er waren ondergebracht, gingen verloren (onder meer de gerechtigheidstaferelen van Rogier van der Weyden en de wandtapijten die er verkocht werden). Ook de houten dakstructuur vatte vuur: enkel de muren en toren stonden nog overeind.
De herstellingswerken verliepen onder toezicht van architect Cornelis van Nerven. Hij breidde het stadhuis uit met drie nieuwe vleugels op de plaats van de afgebrande lakenhal (1706 tot 1717). Tot 1795 zetelden de Staten van Brabant er.

## Restauratie
In 1841 werd door de pas opgerichte KCM (Koninklijke Commissie voor Monumentenzorg) bevel gegeven voor een restauratie van het Brusselse stadhuis. De klemtoon werd gelegd op het verfraaien van de gevel en de aanpassing van de Leeuwentrap. De restauratie stond onder leiding van architect Tieleman Franciscus Suys en werd beëindigd door Victor Jamaer. Die laatste was stadsarchitect van Brussel en restaureerde ook het Broodhuis op de Grote Markt van Brussel.
Belangrijkste component van de restauratie was de toevoeging van beelden, die in de nissen werden geplaatst van de gevel. Ook al waren er oorspronkelijk niet zoveel beelden aanwezig op de gevel. Voornamelijk Brusselse beeldhouwers creëerden de beeldhouwwerken, waaronder: Charles Geefs, Charles Auguste Fraikin, Eugène Simonis en George Minne.
De afgebeelde figuren zijn belangrijke personen uit de geschiedenis van Brussel. Op de voorgevel gaat het om de soevereinen, voornamelijk de graven en hertogen van Brabant. De burgemeesters zijn te zien op de zijgevel aan de Karel Bulsstraat. In de andere zijgevel aan de Guldenhoofdstraat zijn Brusselse genieën verwerkt.
De aanpassing van de Leeuwentrap gebeurde omstreeks 1866 door architect Jamaer. Hiervoor vroeg die laatste raad aan de bekende restaurator Eugène Viollet-le-Duc. De trap werd naar binnen verdrongen en van twee kanten toegankelijk gemaakt.

## Architectuur
Het oudste deel van het gebouw zijn de L-vormige vleugels in gotische stijl, waarvan de lange zijde naar de Grote Markt is toegekeerd. Ongeveer in het midden ervan staat de 96 meter hoge toren, bekroond met een verguld standbeeld van de aartsengel Michaël die een draak velt. Deze beeldengroep van Maarten van Rode vormt een windwijzer. Aan de achterzijde (kant Vruntstraat) bestaat het stadhuis uit drie classicistische vleugels uit de 18e eeuw in U-vorm. Het geheel omsluit een rechthoekige binnenkoer.

## Interieur

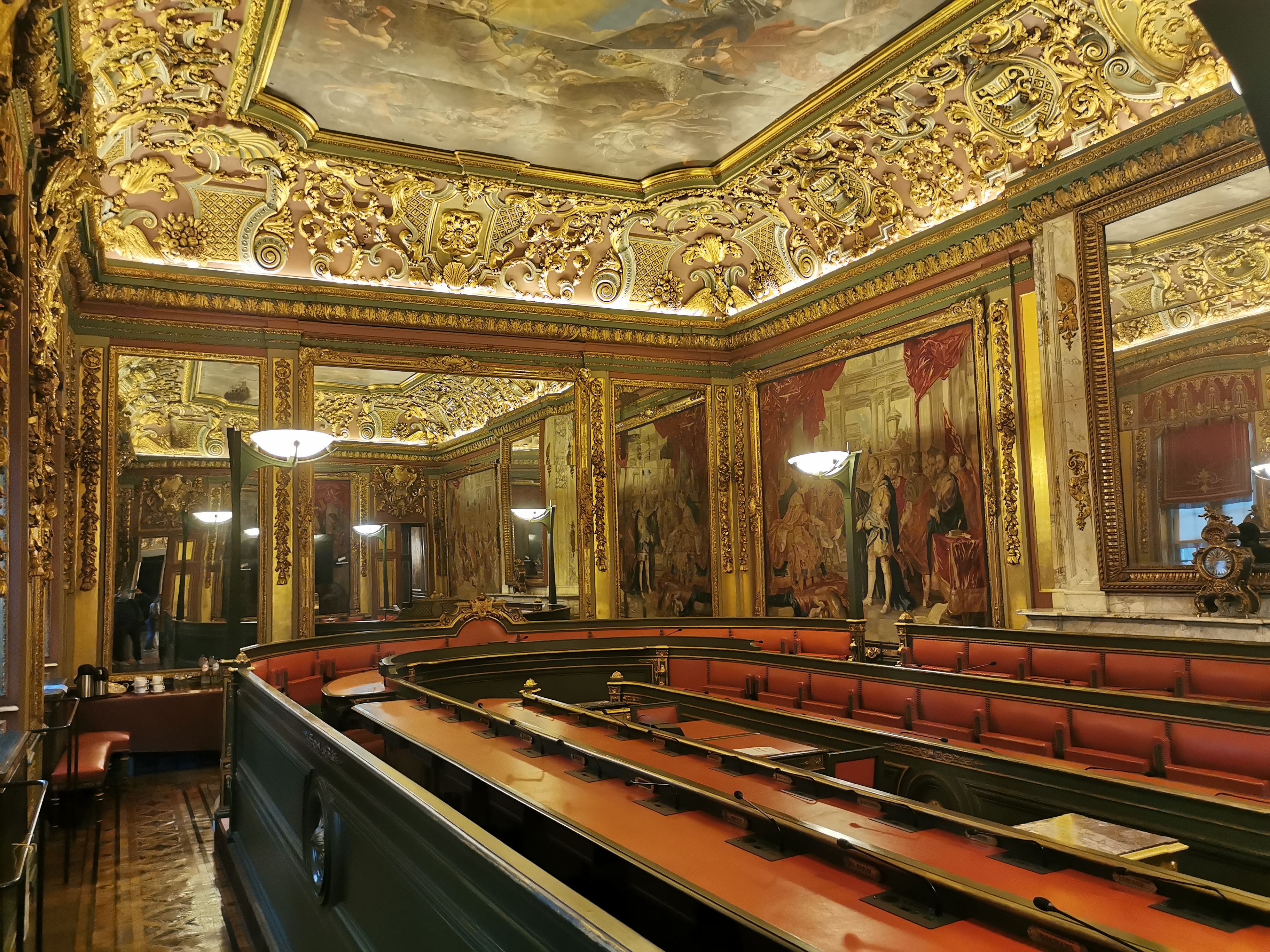
De Statenzaal, waar de gemeenteraad zetelt

De voornaamste vertrekken bevinden zich op de eerste verdieping. Langs de rechteringang komt men in de vestibule, ook wel Vorstengalerij. Hier hangen portretten van de vorsten en landvoogden die vanaf 1695 de Zuidelijke Nederlanden bestuurden en van de koningen der Belgen. Ook is er een groepsportret van de intendanten van de Willebroekse vaart, met een zicht op Klein-Willebroek.
In de lange achtervleugel situeert zich de Statenzaal, begin 18e eeuw gebouwd voor de Staten van Brabant en daarna gebruikt door de Brusselse gemeenteraad. De weelderige decoratie is het werk van Victor Honoré Janssens. Hij maakte de plafondschildering met een Vergadering der Goden en ook de kartons voor de drie Brusselse wandtapijten met taferelen uit de geschiedenis van Brabant. De drie schilderijen tussen de vensters tonen tegen een gouden achtergrond vrouwenfiguren die de steden Antwerpen, Brussel en Leuven voorstellen. De houten banken zijn opgesteld in U-vorm.
De Maximiliaanzaal ernaast is genoemd naar een 19e-eeuws dubbelportret van Keizer Maximiliaan I en Maria van Bourgondië. De ruimte was bedoeld voor de bestuurders van de Staten van Brabant en werd overgenomen door het college van burgemeester en schepenen. De wanden zijn bekleed met vier tapijten uit de achtdelige serie Leven van Clovis, naar kartons van Charles Poerson. De andere vier wandtapijten versieren de volgende kamer. De Grangé-galerij langs de kant van de binnenkoer verbindt al deze vertrekken. Ze bevat 18e-eeuwse vorstenportretten geschilderd rond 1718 door Louis Grangé.
Aan de kant van de Karel Bulsstraat bevindt zich het burgemeesterskabinet. De wachtkamer die oorspronkelijk gebouwd was voor het secretariaat van de Staten van Brabant, is gedecoreerd met de zonnige schilderijen van Jean-Baptiste Van Moer. Ze zijn ingewerkt in de eikenhouten lambrisering en tonen het deel van Brussel dat bestemd was voor de sloop vanwege de overwelving van de Zenne.
De eretrap is het resultaat van een eind-19e-eeuwse verbouwing om een directe en monumentale toegang te verlenen naar het burgemeesterskabinet en de gotische zaal. De oorspronkelijke kapel moest hiervoor wijken. Op de muren en plafonds zijn doeken van Jacques de Lalaing aangebracht. Langs de overloop staan bustes van de burgemeesters opgesteld.
De gotische zaal in het oudste gedeelte van het stadhuis is feitelijk neogotisch. De houten bekleding is het werk van stadsarchitect Victor Jamaer. In de lange zijden zijn wandtapijten verwerkt van het Mechelse atelier Braquenié naar ontwerp van Willem Geets. Ze stellen de Brusselse ambachten voor. De twee wandtapijten aan de korte kant hebben betrekking op de wapengilden. Oorspronkelijk was dit de gulden camere waarin het opperste recht werd gesproken. De lange wand tegenover de Karel Bulsstraat was gedecoreerd met De gerechtigheid van Trajanus en Herkenbald, de beroemde gerechtigheidspanelen van Rogier van der Weyden die teloorgingen in het Franse bombardement.
Aan de kant van de Grote Markt is de trouwzaal ingericht. Ook hier werd eertijds recht gesproken en is een neogotische transformatie doorgevoerd. Op de dakbalken is het Middelnederlandse gedicht overgenomen dat al in de 15e eeuw herinnerde aan de manier om deugdelijk de stad de besturen. De consoles tonen de wapenschilden van de zeven geslachten, het plafond die van de ambachten.

## Legende
De toren staat niet exact in het midden van het gebouw. Hierdoor oogt het gebouw asymmetrisch. Ook de toegangsdeuren in de toren staan niet in lijn met de rest ervan. Volgens een Brusselse legende zou de architect het gebouw zo niet bedoeld hebben en heeft hij zich, toen hij zich van zijn dwaling bewust werd, van de toren laten vallen. In werkelijkheid is het "onvolmaakte" resultaat het gevolg van de lange bouwgeschiedenis.

## Voetnoten
1. ↑  The tangled roots of Brucity, the city’s new flagship, Brussels Times, 3 maart 2023
2. ↑  Bram Vannieuwenhuyze, Brussel, de ontwikkeling van een middeleeuwse stedelijke ruimte , Proefschrift Geschiedenis, Universiteit Gent, 2008, p. 367-368 en 391-396
3. ↑  Dit gebeurde uiterlijk in 1439.
4. ↑  Mario Damen, The town as a stage? Urban space and tournaments in late medieval Brussels, in: Urban History, 2016, nr. 1, 63-64. DOI:10.1017/S0963926814000790

- Gemeinsame Normdatei: 1086712137
- Nationale Bibliotheek van Tsjechië: mzk2009490552
- Virtual International Authority File: 167278653